# Drino longihirta
Drino longihirta là một loài ruồi trong họ Tachinidae.